# Beatriu I de Provença
Beatriu I de Provença (?, vers 1229-Nocera, Itàlia, 1267) fou comtessa de Provença i Forcalquer (1245 - 1267) i, pel seu casament amb Carles I d'Anjou, també comtessa d'Anjou i Maine i reina consort de Nàpols i Sicília (1266-1267).

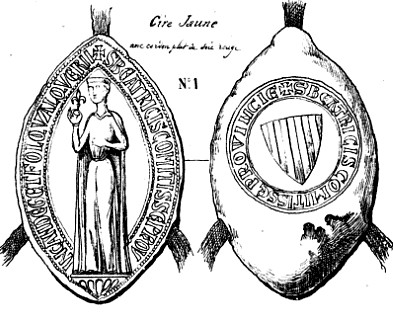
Segell de Beatriu de Provença, filla de Ramon Berenguer V de Provença

Va ser la quarta i més jove filla de Ramon Berenguer V, Comte de Provença i Forcalquer i sa esposa Beatriu, al seu torn filla de Tomàs I de Savoia i Margarida de Ginebra.

## Herència de Provença i Forcalquer
Beatriu, com les seues germanes, mare, i àvia eren conegudes per la seua bellesa. Una descripció seua deia que:
| « | "feia bategar el cor dels barons i tremolar els dits dels trobadors fent vibrar les cordes de les seues lires. Dos dels baladistes de la cort provençal van ser temporalment privats de raó per l'amor que sentien per la fascinant Beatriu." | » |

Les tres filles grans de Ramon Berenguer V es van casar amb gent d'estatus: La major, Margarida, va ser Reina de França gràcies a casar-se amb Lluís IX; la segona, Elionor, va ser reina d'Anglaterra gràcies al seu casament amb Enric III, i la tercera, Sança, va ser reina titular d'Alemanya gràcies al casament amb el germà d'Enric, Ricard de Cornualla. El casament de Margarida amb Lluís IX havia estat arreglat per sa mare, Blanca de Castella, amb l'esperança que ella heretaria Provença i Forcalquier quan el pare morira.
No obstant, en la seua voluntat signada el 20 de juny de 1238 a Sisteron, Ramon Berenguer V inesperadament va deixar els comtats de Provença i Forcalquier a la seua filla més jove i encara fadrina, Beatriu.

## Núpcies i descendents
El 31 de gener de 1246 es casà amb Carles I de Nàpols, iniciant-se així un nou casal a Provença, el casal d'Anjou. Del matrimoni en nasqueren set fills:
- l'infant Lluís d'Anjou (1248)
- la infanta Blanca de Nàpols (1250-1269), casada el 1265 amb Robert III Dampierre
- la infanta Beatriu d'Anjou (1252-1275), casada el 1273 amb Felip I de Courtenay, emperador llatí de Constantinoble
- l'infant Carles II de Nàpols (1254-1309), comte d'Anjou, comte de Provença i rei de Nàpols
- l'infant Felip d'Anjou (1256-1277), rei de Tessalònica
- l'infant Robert d'Anjou (1258-1265)
- la infanta Elisabet d'Anjou (1261-v1300), casada el 1272 amb Ladislau IV d'Hongria

Beatriu va morir el 23 de setembre de 1267.